# Паван (Франция)
Пава́н (фр. Pavant) — коммуна во Франции, находится в регионе Пикардия. Департамент коммуны — Эна. Входит в состав кантона Эссом-сюр-Марн. Округ коммуны — Шато-Тьерри.
Код INSEE коммуны — 02596.

## Население
Население коммуны на 2010 год составляло 799 человек.
| 1962 | 1968 | 1975 | 1982 | 1990 | 1999 | 2010 |
| ---- | ---- | ---- | ---- | ---- | ---- | ---- |
| 497  | 511  | 589  | 665  | 732  | 753  | 799  |

## Экономика
В 2010 году среди 527 человек трудоспособного возраста (15—64 лет) 392 были экономически активными, 135 — неактивными (показатель активности — 74,4 %, в 1999 году было 70,9 %). Из 392 активных жителей работали 348 человек (186 мужчин и 162 женщины), безработных были 44 (21 мужчина и 23 женщины). Среди 135 неактивных 50 человек были учениками или студентами, 51 — пенсионерами, 34 были неактивными по другим причинам.